# Auguste Grasset
Pour les articles homonymes, voir Grasset.
Louis-Auguste Grasset, dit Grasset aîné, né à La Rochelle le 18 pluviôse an VII (6 février 1799) et mort à Varzy le 22 janvier 1879, est un fonctionnaire et collectionneur français.
Il fut receveur des contributions à La Charité-sur-Loire, puis inspecteur des monuments historiques de la Nièvre et conservateur du musée et de la bibliothèque de Varzy.

## Enfance et formation
Son père Claude-Joseph Grasset (1760-1836), né à La Charité, ingénieur des ponts et chaussées, fut en poste à La Rochelle de 1789 à 1802. Il y épousa Camille-Sophie Suidre (1768-1837) dont il eut trois enfants : Marie-Sophie (1796), Louis-Auguste (1799) et Isaac-Édouard (1802).
Revenu à La Charité, il fut maire de cette ville durant le Premier Empire. À la Restauration, il dirigeait les forges de la Douée à Saint-Aubin-les-Forges, qu'il avait hérité de ses parents. Sa famille était bien logée à La Charité, et c'est chez lui que le duc d'Angoulême descendit au cours d'un voyage vers les eaux.
Ses fils firent leurs études au collège de La Charité, puis Auguste Grasset fit des études d'administration qui le conduisirent à solliciter dès 1821, un poste de receveur des contributions à La Charité.

## Le cabinet de curiosités
Depuis 1822, Auguste Grasset avait commencé à réunir chez lui des objets de collection, qu'il faisait admirer à ses amis de passage, ainsi qu'à des antiquaires et autres amateurs. Son frère Édouard qui participait à la guerre d'indépendance grecque, ne manquait pas une occasion de lui envoyer des objets d'art qu'il avait découverts dans les contrées qu'il traversait. D'autres amis comme le colonel Fabvier, ou le baron Taylor en faisaient autant.
Le 18 avril 1825, Auguste Grasset épousa Marie-Edmée-Julie Charron-Vallière, née à La Charité en 1805, fille de Jean-Baptiste-Alphonse Charron-Vallière, propriétaire. Celui-ci invita à la noce le ban et l'arrière-ban des notabilités comme Decolons de Vauzelles, président du tribunal civil de Nevers, Jacques Jolly de Bussy, propriétaire en sa terre de Bussy (Cher), Abel-Jean-Baptiste-Nicolas Gaveau d'Angerville, officier en retraite demeurant à Varzy (Nièvre), tous parents des mariés, et le vicomte de La Porte, maire de La Charité.
Les jeunes époux, installés au 12, rue des Hôtelleries, eurent bientôt un fils, qu'ils prénommèrent Joseph-Jules.
Cela n'empêchait nullement Auguste Grasset, peu accaparé par ses tâches de percepteur, de se constituer « un cabinet d’histoire naturelle digne de fixer l’attention publique. Cette collection importante se compose de mammifères, oiseaux, reptiles, poissons, crustacés, mollusques, zoophytes, végétaux, minéraux, médailles, antiquités égyptiennes, romaines de la Grèce et de la Chine. ». Il avait aussi commencé une importante collection d'autographes, surtout grâce à son frère devenu consul de France et aux amis de celui-ci.
La ville n'avait en rien aidé à la constitution de cette collection, bien que les gens de passage en parlent déjà comme le petit « musée » de La Charité.

## Inspecteur des monuments historiques

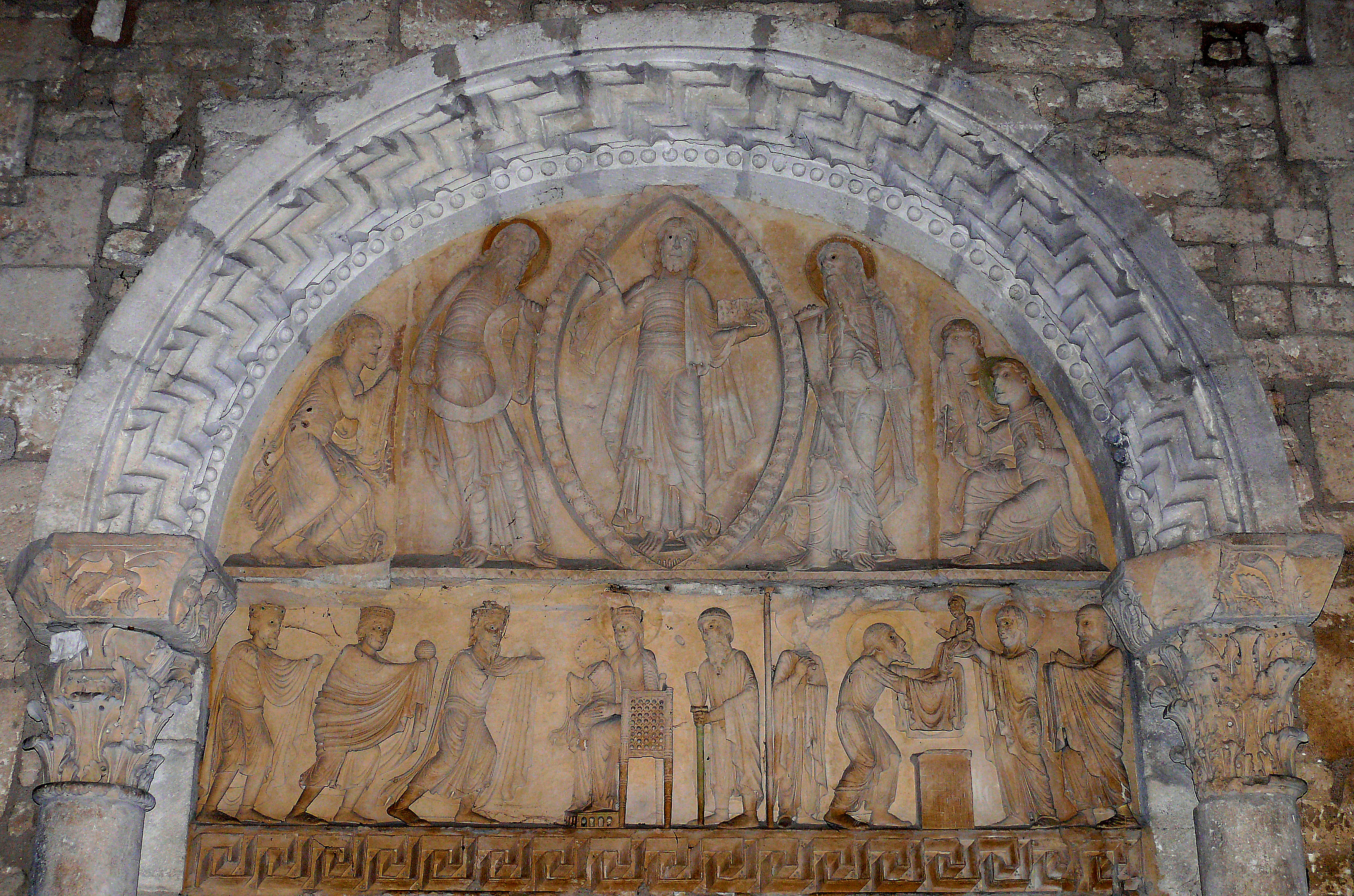
La Charité-sur-Loire, église Notre-Dame.

À partir de 1834, un  autre ami d'Édouard Grasset, Prosper Mérimée qui était devenu inspecteur général des monuments historiques, sur les conseils du baron Taylor, commença de s'intéresser aux collections d'Auguste. Le 6 août 1834 il se rend à La Charité pour rendre visite à Auguste Grasset et voir des bas-reliefs provenant du portail de l'église prieuriale que celui-ci a mis à jour. À la suite de cette visite, le 13 septembre, Auguste Grasset était nommé inspecteur des monuments historiques de la Nièvre.
Ce collectionneur passionné s'intéressait aussi à la numismatique et possédait une collection de monnaies antiques dont beaucoup provenaient du département de la Nièvre. Il était correspondant du Comité des arts et des monuments du ministère de l'Instruction publique et des Beaux-Arts, et à ce titre il faisait des communications dans les congrès d'antiquaires et rédigeait des rapports sur ses découvertes qu'il adressait aux commissions du ministère. Il envoyait aussi des notes au Conseil général de la Nièvre, mais celui-ci ne semble pas l'avoir beaucoup aidé pour constituer son musée.
Les visiteurs de passage admiraient beaucoup ses collections : Henry Beyle (Stendhal) qui le visita en 1837, fit ce commentaire : « Heureux qui peut s’élever au-dessus des pauvretés de la vie réelle et former une collection aussi belle et aussi variée que celle de M. Grasset. Deux choses m’ont vivement frappé à La Charité : La Loire qui, par sa largeur, rappelle le Rhin, et la magnifique tête de Laocoon dans la collection de M. Grasset […] ».
Auguste Grasset possédait encore dans sa maison de La Charité une bibliothèque de 1 600 volumes qu'il enrichissait sans cesse. On y admirait surtout un superbe exemplaire du Voyage pittoresque et romantique dans l’ancienne France, par MM. Taylor, Nodier et de Cailleux, ouvrage de la plus haute portée et du plus grand intérêt comme style et comme dessin, que Grasset devait à la généreuse et honorable amitié du baron Taylor, ainsi que la collection d'autographes qui s'enrichissait toujours. En 1838, il acheta les manuscrits de Jean-François Née de La  Rochelle, juge de paix à La Charité et ami de son père, qui sont aujourd'hui conservés à Paris à la Bibliothèque nationale de France.

## Le musée Auguste-Grasset
Claude-Joseph Grasset et son épouse sont morts en 1836 et 1837. Auguste Grasset, dans les années qui suivirent, a tenté de remplacer son père à la direction des forges de la Douée et comme maire de Saint-Aubin-les-Forges, tout en gardant la maison de La Charité où il tenait ses collections. La Ville de La Charité n'envisageait pas de créer un musée municipal. Grasset essaya encore de vendre ses collections à la Ville de Nevers mais le Conseil déclina cette proposition. Une vente aux enchères eut même lieu en 1847 pour une partie des pièces de la collection de Grasset, qui a fait aussi des dons à plusieurs écoles et bibliothèques de la Nièvre.
Auguste Grasset s'entendait bien avec le docteur Dangerville, un cousin de son épouse, qui habitait à Varzy, petite ville de la Nièvre où Henri Piffaut avait créé en 1856 un musée municipal. C'est ainsi qu'il accepta en 1861 de déménager avec ses collections pour s'installer à Varzy.
Dès 1862, Auguste Grasset, qui avait fait don de toutes ses collections à la ville, fut nommé conservateur du musée et de la bibliothèque de Varzy. Dès lors, il eut le loisir de se consacrer pleinement aux acquisitions et à la conservation des pièces qui sont aujourd'hui la richesse principale de ce musée. Le musée de Varzy s’enrichissait aussi de tableaux et de médaillons provenant de peintres nivernais ou berrichons, de portraits ou de bustes de personnalités de la commune de Varzy ou de la Nièvre ou de dépôts de l’État. Le conservateur sollicitait aussi les auteurs et les sociétés locales pour garnir la bibliothèque.
Le 14 août 1869, Auguste Grasset était nommé chevalier de la Légion d'honneur, à titre de conservateur du musée et de la bibliothèque de Varzy. Ses nombreuses publications lui assuraient désormais un grand renom dans toutes les sociétés savantes. Il en adressait toujours un exemplaire au Comité des arts et des monuments du ministère.

Le 22 décembre 1878, son épouse Julie Charron-Vallière mourut dans leur maison de Varzy, place Sainte-Eugénie. Il ne lui survécut qu'un mois avant de s'éteindre le 22 janvier 1879 au même endroit.
Auguste Grasset était également officier d'Académie. Plusieurs bustes reproduisant ses traits sculptés par des artistes nivernais sont conservés au musée de Varzy, auquel on a donné le nom de musée Auguste-Grasset.